# برلینگتون (اکلاهما)
برلینگتون(به انگلیسی: Burlington) شهری در ایالت اکلاهما کشور ایالات متحده آمریکا است که جمعیت آن در سرشماری سال ۲۰۱۰ میلادی، ۱۵۲ نفر بوده‌است.